# Epitheliale rezidivierende Erosionsdystrophie
Die Epitheliale rezidivierende Erosionsdystrophie (ERED) ist eine sehr seltene angeborene Form einer oberflächlichen Hornhautdystrophie mit beim Kindesalter beginnenden Erosionen des Hornhautepithels.
Synonyme sind: Dystrophia Helsinglandica; Dystrophia Smolandiensis; Hornhauterosion, hereditäre rekurrente; Rezidivierende hereditäre Hornhauterosionen, englisch Franceschetti corneal dystrophy
Die Erstbeschreibung stammt aus dem Jahre 1928 vom schweizerischen Augenarzt Adolphe Franceschetti (1896–1968).

## Verbreitung
Die Häufigkeit ist nicht bekannt, die Vererbung erfolgt autosomal-dominant.

## Ursache
Der Erkrankung liegen Mutationen im COL17A1-Gen auf Chromosom 10 Genort q25.1 zugrunde.

## Klinische Erscheinungen
Klinische Kriterien sind:
- Krankheitsbeginn im Kindesalter
- spontan oder durch geringes Trauma, Staub oder Rauch ausgelöste Erosionen
- Rötung, Photophobie, Tränenüberlauf
- nur selten verminderter Visus

## Differentialdiagnose
Abzugrenzen sind andere Formen der Hornhautdystrophie, insbesondere die Epitheliale Basalmembrandystrophie und andere Stroma-Hornhautdystrophien.